# Subaru Sambar

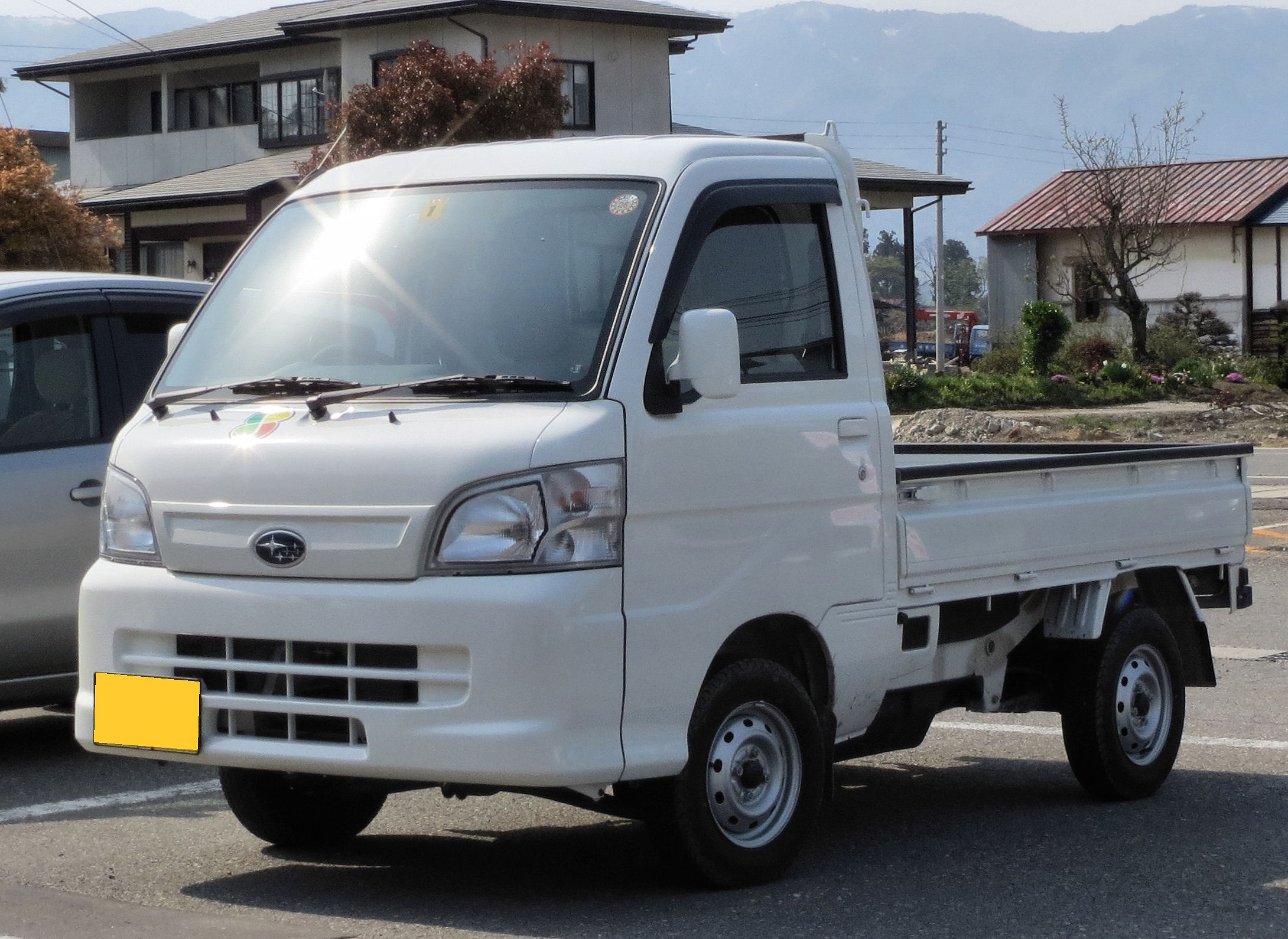
Sambar na versão mini caminhão.

O Subaru Sambar é um furgão compacto construído pela montadora Subaru para o mercado japonês. É do Japão, o primeiro Keitora (軽トラ), abreviação de "kei class truck" e ainda está em produção. O Sambar está disponível em microvan e Kei truck (estilo Pickup truck) para cumprir as diretrizes Keicar. Ainda popular no mercado doméstico, o Sambar continua a ser produzido no Japão, China, Coreia do Sul, assim como na Finlândia com a joint venture com Elcat Automotive.
O Sambar é um utilitário keicar equipado com transmissão continuamente variável (Câmbio CVT).

## Primeira geração (1961-1966)
Desde o início, em 1961, o Sambar usa suspensão independente nas quatro rodas e motor e transmissão traseiros, para manter o peso do veículo equilibrado. Inspirado em uma das primeiras microvans, o Fiat 600 Multipla [en] de 1957, foi baseado na plataforma do  Subaru 360 e foi introduzido no Salão Tokyo Motor Show de 1960 em duas versões, exclusiva e comercial. O chassi é do tipo ladder frame [en], com duas longarinas longitudinais e paralelas, unidas transversalmente por vigas. e a suspensão traseira é do tipo barra de torção. O Sambar foi criado para o segmento de mercado que desejava um  Subaru 360 que pudesse transportar pequenas cargas. Foi introduzido depois do Kurogane Baby [en], uma minivan lançada em 1960.

## Segunda geração (1966-1973)
O Sambar redesenhado apareceu em janeiro de 1966, com uma nova aparência, sendo introduzida uma versão de caminhão. Continuou a usar o motor da série EK de 356 cc, com uma versão de 20 hp, utilizada no Subaru 360 desde julho de 1964.
Um teto mais elevado para aumentar o espaço livre foi adicionado como opcional em 1968. A partir de 1970, o motor passou a ser acessado por fora do veículo e as portas dianteiras passaram a ser articuladas. Para aumentar a segurança, foi introduzida um sistema de amortecimento acolchoado no painel, também usado no modelo Subaru R-2. Uma atualização de estilo também foi feita, adicionando uma falsa grade na frente do veículo, que não tinha outra função além de dar uma aparência mais moderna, além de trazer o visual corporativo do novo Subaru Leone [en]. O Sambar tinha como novos concorrentes, o Mazda Porter, lançado em 1968 e o Honda Vamos, de 1970.

## Galeria
- Primeira geração (1961-1966)
- Segunda geração (1966-1973)
- Terceira geração (1973-1982)
- Quarta geração (1982-1990)
- Quinta geração (1990-1999)
- Sexta geração (1999-2012)
- Sétima geração (2012-presente)